# Бендорф (Саксонија-Анхалт)
Бендорф (њем. Benndorf) општина је у њемачкој савезној држави Саксонија-Анхалт. Једно је од 22 општинска средишта округа Мансфелд-Сидхарц. Према процјени из 2010. у општини је живјело 2.354 становника. Посједује регионалну шифру (AGS) 15087045.

## Географски и демографски подаци
Бендорф се налази у савезној држави Саксонија-Анхалт у округу Мансфелд-Сидхарц. Општина се налази на надморској висини од 220 метара. Површина општине износи 5,8 km². У самом мјесту је, према процјени из 2010. године, живјело 2.354 становника. Просјечна густина становништва износи 408 становника/km².